# Campionato sudamericano femminile di pallacanestro 1946
Il 1º Campionato dell'America Meridionale Femminile di Pallacanestro (noto anche come FIBA South American Championship for Women 1946) si è svolto dal 10 al 22 maggio 1946 a Santiago, in Cile. Il torneo è stato vinto dalla nazionale cilena.

## Squadre partecipanti
- Argentina
- Bolivia
- Brasile
- Cile

## Classifica finale
| Pos | Squadra   | V-P |
| --- | --------- | --- |
|     | Cile      | 3-0 |
|     | Brasile   | 2-1 |
|     | Argentina | 1-2 |
| 4   | Bolivia   | 0-3 |